# Dubreuillosaurus
Dubreuillosaurus is een geslacht van vleesetende theropode dinosauriërs, behorend tot de Spinosauroidea, dat tijdens het late Jura leefde in het gebied van het huidige Frankrijk. De enige benoemde soort is Dubreuillosaurus valesdunensis.

## Vondst en naamgeving
In 1994 merkte de burgemeester van Conteville in Normandië, André Dubreuil, dat bij landschapsherstel van de oude steengroeve van het bedrijf Pierre de Caen fossielen tevoorschijn kwamen. Hij stelde een aantal schedelbotten en ribben veilig en waarschuwde het Parijse Muséum National d’Histoire Naturelle. Dit instituut begon echter pas in 1998 met opgravingen. Het bleek dat de precieze locatie waar de botten gelegen hadden, vermoedelijk afkomstig van een vrij compleet skelet, ondertussen al geheel bedolven was. De steen van de neergehaalde rotswand was door een bulldozer over een aanzienlijke oppervlakte verspreid en het team besteedde dat jaar en de veldseizoenen van 1999, 2000 en 2001 aan het opgraven en zeven van verschillende kubieke meters aarde in de hoop nog resten te vinden. Uiteindelijk bleken er zo'n tweeduizend botfragmenten aanwezig die, helaas, volledig gebroken waren en nu een grootte hadden van tussen de één en de tien centimeter.
Paleontoloog Ronan Allain besloot, nadat hij er een dissertatie aan gewijd had, voorlopig op grond van de schedelbotten alleen een nieuwe soort te beschrijven. In 2002 benoemde hij een nieuwe soort van het al bestaande geslacht Poekilopleuron: Poekilopleuron? valesdunensis. De soortaanduiding verwijst naar de herkomst bij het oude slagveld van Val-ès-Dunes, waar de Hertog van Normandië Willem de Veroveraar in 1047 opstandige baronnen versloeg.
In de jaren na 2002 begon er onzekerheid te ontstaan over de plaatsing van Poekilopleuron in de stamboom en daarmee over de wijsheid er allerlei nieuwe soorten in onder te brengen. De twijfel daarover had al in 2002 bestaan getuige het vraagteken. Daarbij wees de vorderende reconstructie van het postcraniaal skelet op een geheel eigen bouw van de nieuwe soort. In 2005 benoemde Allain er daarom een apart geslacht voor: Dubreillosaurus. De nieuwe combinatienaam, de combinatio nova, daarvan is Dubreillosaurus valesdunensis. De typesoort van het geslacht is Poekilopleuron valesdunensis. In plaats van Dubreuillosaurus was eerst de naam "Calvadosaurus" overwogen. In sommige populair-wetenschappelijk boeken wordt deze naam vermeld die dan als een jonger objectief synoniem kan gelden.
Het holotype, MNHN 1998-13, is gevonden in een laag van de Calcaire de Caen-formatie die dateert uit het middelste Bathonien. Het bestaat uit een fragmentarisch skelet met schedel. Bewaard zijn gebleven: het grootste deel van de schedel, het spleniale en angulare van de onderkaak, een afdruk van het surangulare, twee halswervels, nekribben, zeven ruggenwervels, ribben, buikribben, drie sacrale wervels, tien staartwervels, een chevron, een stuk schouderblad, een handklauw, een stuk dijbeen, de bovenkant van een scheenbeen, een stuk kuitbeen, een vijfde middenvoetsbeen en een eerste kootje van de derde teen. Het gaat om een onvolwassen exemplaar. Verder zijn er geen specimina aan Dubreuillosaurus toegewezen.

## Beschrijving

### Grootte en onderscheidende kenmerken

Dubreillosaurus, in het geel, in grootte vergeleken met andere afrovenatorinen

Het holotype van Dubreuillosaurus is een middelgrote roofsauriër; de volwassen grootte is onbekend. Gregory S. Paul schatte in 2010 de lichaamslengte van het holotype op vijf meter, het gewicht op tweehonderdvijftig kilogram.
Allain stelde in 2002 en 2005 enkele onderscheidende kenmerken vast. De schedel is erg laag, ongeveer drie maal zo lang als hoog. In de bovenhoek van de voorrand van de opgaande tak van het bovenkaaksbeen bevindt zich een knik met een bolle kromming eronder en een holle erboven. De neergaande tak van het postorbitale heeft een U-vormige doorsnede. De wandbeenderen zijn in zijaanzicht niet zichtbaar. Het bovenste slaapvenster heeft een rechte binnenrand. Een fenestra paraquadratica ontbreekt. Op de onderzijde van de tak van het ectopterygoïde die naar het jukbeen loopt, bevindt zich een goed ontwikkeld uitsteeksel. De achterrand van de basis van de jukbeentak van het ectopterygoïde heeft, vóór de rand van het onderste slaapvenster, een diepe groeve. De onderkaak heeft een groot venster in de achterste buitenzijde. Het foramen mylohyoideum is grotendeels naar voren en beneden gericht. De dijbeenkop is naar binnen en beneden gericht. De voorste onderzijde van het dijbeen is hol. Matthew Carrano voegde daar in 2012 nog een kenmerk aan toe: het achterprofiel van de hersenpan toont een deuk tussen het os basioccipitale en het beenvlak gevormd door de vergroeiing van de ossa exoccipitalia en het opisthoticum.

### Skelet

#### Schedel
De schedel van Dubreuillosaurus is opvallend langgerekt met een lengte van een halve meter en een grootste hoogte van vijftien centimeter. Onder de grote theropoden heeft alleen de verwant Afrovenator en de zeer gespecialiseerde Spinosaurus een schedel die lager is. Het bovenprofiel kromt daarbij geleidelijk naar achteren. Kammen of hoorns ontbreken; er is zelfs geen dwarskam op het achterhoofd, hoewel dat een gevolg kan zijn van de jonge leeftijd. Het neusgat is tamelijk groot en heeft de vorm van een liggende ovaal. Ook de fenestra antorbitalis is fors voor een megalosauride en vormt een sterf afgeronde driehoek. De oogkas is hoog en smal, onderaan eindigend in een punt. Zoals door Allain gereconstrueerd is het onderste slaapvenster onderaan breed en heeft een vrij rechte achterrand, niet ingesnoerd door een uitsteeksel.

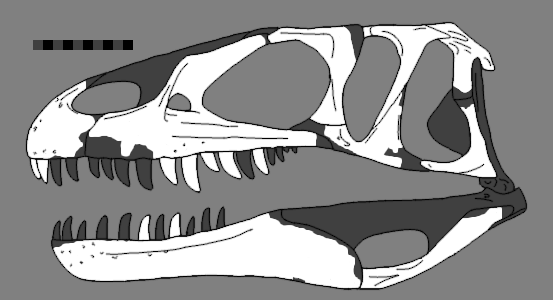
Schets van de schedel met bewaarde delen in het wit

De praemaxilla ia lang; langer dan hoog. De opgaande tak maakt een hoek van rond de 40° en is aan de basis doorboord door een groot foramen, net als bij Torvosaurus. Daarnaast toont het oppervlak een vijftiental aderkanalen of zenuwkanalen. De uiterste snuitpunt loopt over een korte afstand verticaal; het buigpunt naar de kromming is vrij vooraan gelegen. De praemaxilla is achtenveertig millimeter breed; het vergroeiingsvlak tussen de praemaxillae strekt zich ver naar achteren uit en beslaat de helft van het interne oppervlak en de hele basis van de opgaande tak. De punt die uitloopt onder het neusgat is bijna horizontaal gericht. De praemaxilla draagt vier tanden. Deze zijn sterk afgeplat en met de achterrand naar binnen gericht. Beide snijranden tonen elf vertandingen per vijf strekkende millimeter maar bij de voorste rand beslaan die slechts de bovenste helft van de kroon. Bij alle tanden van Dubreuillosaurus zijn de vertandingen niet gescheiden door groefjes en ontbreke3n lange verticale rimpels. De interdentaalplaten zijn hoger dan breed en niet vergroeid. Het bovenkaaksbeen heeft een lengte van drieëntwintig centimeter. Het heeft een voorste tak die langer is dan hoog. In de uitholling voor de fenestra antorbitalis bevinden zich twee kleinere vensters. De kleinste en voorste, de fenestra promaxillaris is van bezijden niet zichtbaar, aan het oog onttrokken door een zeer opvallende, overlappende, naar onderen verbredende verticale richel, de lamina lateralis, op de opgaande tak. Boven dit venster is het gedeelte van het bovenkaaksbeen dat direct onder het neusgat ligt intern sterk verbredend gezwollen zodat de het venster omvattende ruimte een blaasachtige structuur wordt. Het tweede venster, de fenestra maxillaris is opvallend groot en heeft de vorm van een liggende ovaal. Hoewel het een diepe uitholling vormt, is het eigenlijk geen venster want het wordt afgesloten door een binnenwand. De opgaande tak heeft een opvallende en abrupte knik aan de voorrand. Eronder stijgt de tak onder een hoek van 65°, erachter slechts van 30°; het onderste stuk heeft een licht bolle rand, het bovenste een holle. Duriavenator heeft een gelijksoortige morfologie. Er zijn dertien afgeplatte maxillaire tanden waarbij de voorrand ook weer slechts over de bovenste helft vertandingen heeft, ongeveer zestien per vijf millimeter. De onderste binnenkant van deze tanden is vlak in plaats van licht hol zoals bij de meeste verwanten.
Het traanbeen is L-vormig waarbij de takken een hoek van 80° met elkaar maken. De voorste tak, richting neusbeen, versmalt tot een punt; de onderste verbreedt zich om een groot raakvlak met het jukbeen te vormen. De achterrand ervan kromt geleidelijk. Er is volgens Allain geen spoor van een hoorntje te bekennen, een mogelijk juveniel kenmerk; wel is er over bijna de volle lengte van het traanbeen een dikke opstaande richel aan de buitenkant, die verdikt in de bovenhoek. Er is geen zichtbare pneumatisering. De binnenkant is van voor naar achter breder dan de buitenkant zodat de dwarsdoorsnede trapeziumvormig wordt, zij het dat de buitenhoeken daarvan nogal afgerond zijn. Het postorbitale is driestralig en wordt in het midden van de binnenzijde doorboord door een klein foramen. De voorste tak, die de bovenrand van de oogkas vormt, is aan de buitenzijde licht verruwd maar de verruwing strekt zich niet ver naar onder of voren uit en lijkt dus (nog) geen deel van een doorlopende hoornkam boven het oog. Overeenkomstig is de bovenrand glad afgerond. De neergaande tak is met elf centimeter lang en vormt de gehele achterrand van de oogkas. Deze tak is overdwars breder dan van voren naar achter en heeft over de onderste zes centimeter een U-vormige doorsnede met een verticale uitholling in de achterrand, waarin de opgaande tak van het jukbeen past. De binnenwand steekt achteraan meer naar achteren uit dan de buitenwand zodat de uitholling iets naar buiten gericht is. Een holte aan de binnenzijde van de bovenkant van de tak maakt contact met het laterosfenoïde van de hersenpan. De achterste tak wordt omvat door de voorste tak van het squamosum. Horizontale uithollingen over de binnenzijde van het jukbeen, onder de oogkas, suggereren dat dit gepneumatiseerd is. De binnenwand heeft een horizontale trog, met verhoogde achterkant, waarin de binnenwand van het postorbitale rust. Het jukbeen raakt vooraan de fenestra antorbitalis.
De voorhoofdsbeenderen zijn bij dit jonge dier nog niet vergroeid. Wel begint het midden van het gezamenlijke beennaad al sterk te golven in een zaagtandpatroon. De gezamenlijke voorhoofdsbeenderen zijn langer dan breed. Het voorhoofdsbeen eindigt vooraan in een lange wig die overgroeid wordt door het neusbeen. Aan de zijkant daarvan is er een kleiner wigvormige uitsteeksel met een omhoogkrommende achterrand, dat overgroeid werd door het prefrontale. Aan de onderzijde heeft het voorhoofdsbeen een welving waar de bovenkant van de oogbol in rustte en meer in het midden een voor de reuklob. Achteraan zijn de voorhoofdsbeenderen via een sterk zigzaggende beennaad hecht verbonden met de wandbeenderen. Die zijn echter zelf niet vergroeid. Er is dus ook geen lengtekam. Aangezien ook een dwarskam ontbreekt vormen de wandbeenderen bovenaan een plat beenplateau, achttien millimeter breed, tussen de uithollingen voor de bovenste slaapvensters en zijn zo in zijaanzicht niet zichtbaar. Ze dragen echter wel aan die uithollingen bij, evenals aan de brede bovenrand van het achterhoofd en hun breedte overdwars is aldus groter dan hun lengte. De achterste bovenhoek van de schedel wordt gevormd door het tamelijk bolle squamosum. Dat wordt van onderen diep ingekeept door de kop van het quadratum, aan de buitenste voorkant ingekeept door een dunne tak van het postorbitale en aan de binnenste voorkant uitgehold door het contact met het wandbeen. De brede tak aan de onderkant van het squamosum die voor de quadratumkop loopt, wordt overgroeid door de bovenste tak van het quadratojugale. De kortere tak die achter de kop loopt, maakt aan de binnenzijde contact met de processus paroccipitalis van het achterhoofd. Het quadratum, dat alleen van een natuurlijk afgietsel bekend is, heeft een interne vleugel die recht vooruit naar het pterygoïde loopt. De achterrand van de quadratumschacht is bol in plaats van hol, iets wat bij de theropoden alleen van Dilophosaurus bekend is. Het quadratojugale is L-vormig waarbij de takken een hoek van 70° met elkaar maken. Onder het onderste slaapvenster heeft de binnenzijde een uitholling. Daarachter bevindt zich een gezwollen contactoppervlak met het quadratum dat zo glad is dat er kennelijk beweging mogelijk was tussen beide elementen. De voorste tak wordt omvat door de vork van het jukbeen, waarvan de bovenste uitloper vermoedelijk korter was. De opgaande tak raakte het squamosum wellicht niet in een hechte verbinding.
Op het achterhoofd heeft de knobbel, de condylus occipitalis, de vorm van een omgekeerd hart doordat de bovenkant van het os basioccipitale, die er het grootste deel van uitmaakt, overdwars samengedrukt is. Onderaan vormt het os basiocciptale de achterkant van twee aanhangsels, de tubercula basilaria die gezamenlijk een vlak scheppen dat breder is dan de condylus occipitalis. De bovenhoeken van de knobbel worden gevormd door de ossa exoccipitalia die uitlopen in twee sterk zijwaarts, maar niet naar beneden gerichte lange uitsteeksels, de processus paroccipitales. Links en rechts van de knobbel bevinden zich drie zenuwkanalen; de twee binnenste voor de twee takken van de twaalfde hersenzenuw, de nervus hypoglossus, een bredere buitenste voor de tiende hersenzenuw, de nervus vagus en de elfde hersenzenuw, de nervus accessorius. Dit kanaal heeft intern nog een zijkanaal waarlangs de negende zenuw, de nervus glossopharyngicus, naar buiten uitmondt. Het os exoccipitale loopt naar voren naadloos over in het opisthoticum dat min of meer de onderzijde van de processus paroccipitalis uitmaakt. Tegen het onderste derde deel daarvan rust vooraan, gescheiden door een trog, het proöticum. Daaronder vormt het opisthoticum de achterrand van de fenestra ovalis, de uitholling voor het oormembraan. Het proöticum overkapt met een tak de fenestra ovalis en tussen die tak en het laterosfenoïde bevindt zich een grote opening voor de vijfde hersenzenuw, de nervus trigeminus waarvan de oogtak niet al intern afgesplitst is. In de tak van het proöticum ligt een spleetvormig zenuwkanaal voor de zevende hersenzenuw, de nervus facialis. Schuin daarboven en achteren heeft een tak van de achtste hersenzenuw zijn uitgang, de nervus vestibulocochlearis die daar als gehoorzenuw dient; aan de binnenkant van de fenestra ovalis ligt de vestibula voor de evenwichtsorganen waarvan een andere tak de signalen doorgeeft. De zesde hersenzenuw, de nervus abducens, ontspruit uit de onderzijde van de hersenpan, loopt door het proöticum heen en heeft zijn uitgang onder het foramen voor de vijfde zenuw. De bovenste voorkanten van de hersenpan worden gevormd door boegvormige laterosfenoïden die vooraan contact maken met het postorbitalia en de voorhoofdsbeenderen. In de onderkant van de boegvormige structuur bevindt zich bovenaan een opening voor de vierde hersenzenuw, de nervus trochlearis en meer onderaan een voor de derde hersenzenuw, de nervus oculimotorius. Aan de onderste voorkant van de hersenpan steekt een lang enkelvoudig parasfenoïde naar voren, eindigend in een dolkvormig uitsteeksel. Het uitsteeksel heeft een diepe trog op boven- en onderzijde met parallelle randen; die van de bovenzijde was de basis voor het kraakbeenschot tussen de oogkassen.
Van het verhemelte is een haakvormig ectopterygoïde bewaard, midden achteraan de verbinding vormend tussen de meer middelste delen en de schedelrand. Over de onderste binnenkant van het hoofdlichaam loopt een diepe hoge trog naar voren toe, die wel tot de basis van de naar achter krommende tak naar het jukbeen reikt maar daar niet in binnendringt. De trog wordt van onderen begrensd door een beenlip die naar voren toe in een klein uitsteeksel eindigt dat van de schuin naar beneden gerichte voorrand van het, in bovenaanzicht rechte, verticaal georiënteerde, hoofdlichaam afhangt. Het hoofdlichaam vormt naar achteren een overdwars dunne beenplaat die de trog overhangt. De tak naar het jukbeen begint aan de voorkant van het hoofdlichaam en is van boven naar beneden afgeplat. Iets voor de rand van het onderste slaapvenster wordt de achterzijde van de basis van de tak binnengedrongen door een uitholling, een uniek kenmerk. De tak buigt uiteindelijk naar achteren om contact te maken met het jukbeen; het raakvlak is overdwars afgeplat. Aan de onderzijde van het buigpunt steekt een klein, taps toelopend, driehoekig uitsteeksel naar voren en beneden; dit is sterker ontwikkeld dan bij enige andere bekende theropode.

#### Onderkaken
Het tanddragend bot van de onderkaak, het dentarium, is bij het holotype negenentwintig centimeter lang. Het is middenin iets van boven naar onder ingesnoerd. De platte buitenkant en de iets lagere platte binnenkant lopen vrijwel parallel. Het gedeelte vóór de vijfde tandpositie is geleidelijk verbreed en vormde een samengroeiingsvlak of symfyse met de tegenhanger. De dentaria waren echter niet werkelijk vergroeid maar slechts verbonden door zachte weefsels die een zekere mate van onderlinge beweging toestonden. De onderrand van de binnenste achterkant van het dentarium verdikt naar voren toe, een platte steeds bredere beenlip vormend die een ondiepe holte schept, waarin achteraan de voorste tak van het het angulare past. De lip zelf is het contact met een groeve op het spleniale en vormt nog verder naar voren de onderrand van de fossa Meckeliana, de lengtegroeve aan de binnenkant. De holte versmalt naar voren toe en de fossa is in feite de ondiepe voortzetting ervan waar het kanaal tussen het spleniale en het dentarium tevoorschijn komt. Bij de basale Tetanurae is er veel discussie of het patroon van aderkanalen soortspecifiek is. Het holotype van Dubreuilosaurus heeft twee grote bovenliggende foramina bij de overgang tussen het kanaal en de groeve en verder twee kleine achter elkaar gelegen foramina in de voorkant van de groeve; bij andere soorten is er soms maar één voorste foramen of liggen de twee boven elkaar. Dit zou echter een geval kunnen zijn van individuele variatie, een hypothese die bij Dubreuillosaurus lastig getest kan worden omdat er maar één exemplaar van bekend is. De buitenzijde van het dentarium heeft onder de bovenrand ook een rij foramina; de voorkant ervan is door een flink aantal van zulke gaten doorboord in een onregelmatig patroon.
Het dentarium draagt dertien sterk afgeplatte tanden. De kroon daarvan is ongeveer zevenentwintig millimeter lang en heeft een rechte basis met daarop een plots sterk naar achteren krommend uiteinde. Net als bij de tanden van de bovenkaak is de hele achterste snijrand gekarteld maar slechts de bovenste twee derden van de voorrand. De interdentaalplaten zijn onvergroeid. Eronder loopt de groeve voor de hoofdslagader die uitlopers naar boven heeft die door een inkeping in iedere interdentaalplaat de tand bereiken.
Het spleniale is een dunne driestralige beenplaat die de achterste binnenzijde van het dentarium ondersteunt. De plaat bolt richting tong en loopt naar voren door tot aan de zevende tand. Achteraan heeft het spleniale een diepe inkeping die de voorrand vormt van de binnenkant van het interne kaakvenster. Bij de vork die zo ontstaat is de onderste tak langer dan de bovenste. Een kleine naar voren gerichte inkeping in de voorste onderrand werd door Allain geïnterpreteerd als een foramen mylohyoideum, een kanaal voor de nervus mylohyoideus, een zenuw voor de activatie van de Musculus mylohyoideus, een spier tussen de onderkaak en het tongbeen. Bij alle andere theropoden is dit kanaal of afwezig of volledig omringd door het spleniale. Het spleniale wikkelt zich niet om de onderrand van het dentarium.
Het angulare is een licht boomrangvormig element dat vooraan de onderkant uitmaakt van het externe kaakvenster. De onderste tak ervan is onderaan zeer dun en glad; Allain nam aan dat deze over de binnenkant van de achterste tak van het dentarium kon glijden. De rand onder het venster is verdikt. Aan de onderste zijde van de achterste binnenkant is er een groeve als contact met het prearticulare. Meer naar boven zijn er lengtegroeven die een hechte verbinding vormden met het surangulare; er was geen verbinding tussen deze twee elementen aan de voorkant van het venster.
Van het surangulare is slechts een afdruk bewaard die een element toont dat de ingang in de holle binnenzijde van de kaak, de groeve voor de belangrijkste sluitspier, de Musculus adductor mandibulae internus aan de binnenkant omvatte. De hoogte van het bot is bovenaan vrij laag, zodat de onderkaak achteraan geen extreme bolling aan de bovenrand heeft; de zwelling aan de onderrand is echter aanzienlijk aangezien de achterste tak van het dentarium vrij sterk naar beneden kromt.

#### Postcrania

##### Wervelkolom
De halswervels zijn slechts bekend van twee fragmenten. Die tonen dat ze opisthocoel waren: vooraan bol en achteraan hol. Achter de parapofyse, het onderste ribgewricht, bevindt zich een diepe pleurocoel, pneumatische uitholling. De wervelboog bovenop is hoog. De nekribben zijn vrij kort en niet vergroeid. Bij de rib van de draaier zijn de twee ribkoppen verbonden door een dun beenweb. Een richel aan de voorkant van de rib loopt naar boven uit in een opvallend naar voren gericht uitsteeksel van waaruit weer richels lopen naar zowel de onderste als de bovenste ribkop. Tussen de drie beenplaten bevindt zich een diepe pneumatische holte. Onder de bovenste ribkop, het tuberculum, bevindt zich nog een pneumatisch foramen aan de achterste binnenzijde van de schacht. Bij meer achtergelegen nekribben loopt de richel minder ver naar boven door en ontbreekt het extra foramen.
Ook de voorste ruggenwervels zijn opisthocoel en hebben een pleurocoel aan de voorste zijkant. De graafwerkzaamheden hebben enkele wervels overdwars doormidden gekliefd en zo wordt fraai zichtbaar dat er twee grote gepaarde luchtkamers zijn die het wervellichaam in de lengterichting doorlopen. De verschillende richels die vaak een zeer complex patroon vormen op de wervels van de Saurischia zijn hier echter niet goed ontwikkeld, wellicht door de jeugdige leeftijd. We lopen er twee duidelijke richels langs de randen op de onderkant van het zijuitsteeksel naar de diapofyse toe, waarvan de achterste het dikst is. Bij de middelste ruggenwervels zijn de verschillende uithollingen wat dieper, vooral die naast de voorste gewrichtsuitsteeksels. De voorste ruggenwervels zijn sterk gekield; de kiel eindigt vooraan in een enkelvoudige verdikking van de onderste centrumrand, een hypapofyse. De achterste ruggenwervels zijn langer dan hoog en amfiplat: aan beide zijden plat. Ze zijn niet gepneumatiseerd en hebben een holle onderkant; de uitholling is echter niet zeer breed. Hun doornuitsteeksels, schuin naar achteren gericht, zijn in zijaanzicht vrij smal en hebben diep gegroefde voorranden en achterranden ter bevestiging van de pezen. De borstribben hebben een ondiepe uitholling onder het tuberculum aan de achterste binnenzijde, precies daar waar de axiale rib het doorborend foramen heeft. Hun schachten hebben bovenaan een vierkant doorsnede, onderaan een holle.
Het holotype heeft volgens Allain minstens vier sacrale wervels maar zijn voorbehoud heeft weinig waarde daar hij zelf de vier gevonden elementen identificeerde als de tweede tot en met vijfde wervel wat impliceert dat er ook een eerste moet zijn geweest. Daarvan zijn de tweede en derde vergroeid — zij het dat er nog een ronde opening over is ter hoogte van het ruggenmergkanaal — maar de vierde (nog) niet. De sacrale rib van de derde wervel heeft een contactfacet voor het darmbeen dat veel langer is dan hoog; bij Megalosaurus is de situatie omgekeerd. Voor zover niet vergroeid zijn de achterste centrumfacetten van de sacrale wervels licht hol. Bij de vijfde wervel zijn de achterste gewrichtsuitsteeksels en het daartussen gelegen secundaire gewrichtsuitsteeksel, de hyposfeen, verzonken in een diepe uitholling aan de basis van de wervelboog.
Bij de voorste staartwervels is de wervelboog overdwars ingesnoerd. De zijuitsteeksels zijn onder een hoek van 25° naar achteren gericht en naar hun uiteinden spatelvormig verbreed. Hun doornuitsteeksels zijn lang en 50° naar achteren gericht, zich verder van de achterrand verwijderend dan bij de andere theropoden — Allain ging niet na of er nog extremere gevallen waren. De middelste staartwervels zijn amficoel: aan beide zijden hol, waarbij in dit geval de voorste zijde holler is. De voorste centrumfacetten zijn rond, de achterste hebben de vorm van een staande ovaal. Hun onderkanten zijn smal, met een nauwe lengtegroeve. Ook hier zijn de zijuitsteeksels spatelvormig, een duidelijk contrast met Poekilopleuron. De voorste gewrichtsuitsteeksels zijn kort en reiken nauwelijks verder dan de voorrand van het wervellichaam. Hun contactfacetten bevinden zich niet op het uiteinde maar iets naar achteren op de buitenste zijkant zodat het uiteinde als een driehoekige punt uitsteekt. Dit geeft Allain aan als een uniek kenmerk binnen de Theropoda maar noemt het niet in de diagnose. Aan de voorste basis van het doornuitsteeksel bevindt zich een secundair spoorvormig uitsteeksel dat bij meerdere theropoden voorkomt. Soms ligt deze spoor vrijwel horizontaal maar Dubreuillosaurius toont de vorm met een meer schuin omhoog gerichte oriëntatie waarbij de holte tussen de spoor en de basis van het doornuitsteeksel ook naar boven opent. De achterste staartwervels zijn, langgerekt, gekield en amfiplat: met platte uiteinden. Ze hebben een eenvoudige vorm zonder zijuitsteeksels of doornuitsteeksels en de wervelboog is versmolten met het centrum. De gewrichtsuitsteeksels zijn korte uitstulpingen aan de bovenste voorrand en achterrand; van een speciale verstijving van de staart is dus geen sprake.
Volgens Allain begint de reeks chevrons, de haemaalbogen tussen de onderzijden van de staartwervels, al vrij vooraan, getuige het feit dat de langste gevonden chevron van elf centimeter in de buurt van de laatste sacrale wervel aangetroffen werd. Het nauwe haemaalkanaal tussen de bovenkanten van de chevrontakken is bovenop afgesloten door een dwarsbalk. De chevron is vrij recht, overdwars breed afgeplat over de volle lengte, en maar iets naar achteren gebogen. Aan de bovenrand bevindt zich in het midden een klein, zeven millimeter lang, voorste uitsteeksel, nog vóór het facet dat contact maakt met de voorliggende wervel. Een tweede gevonden chevron van negen centimeter lang heeft ook een achterste uitsteeksel.
Van de buikribben zijn twee elementen gevonden, ieder een vergroeiing van twee gepaarde gastralia. Deze maken een vrij scherpe hoek met elkaar van respectievelijk 100 en 110°. Bij een van de buikribben is een geheelde breuk zichtbaar.

##### Ledematen
Het schouderblad is bovenaan sterk verbreed tot negenenzestig millimeter, terwijl de minimale bladbreedte slechts vijfendertig millimeter bedraagt.De processus acromialis is niet zeer sterk uitstekend van de onderste voorrand. De beennaad met het ravenbeksbeen is golvend. Het schoudergewricht is licht hol en is meer naar beneden dan achteren gericht. Van de arm is slechts een, langs de buitenrand gemeten, drieëntachtig millimeter lange eerste of tweede handklauw bekend, die vrij sterk gekromd is.
Het dijbeen heeft een geschatte lengte van vijfenveertig centimeter. De kop ervan is iets naar beneden gericht, een basaal kenmerk. De trochanter minor, een beenstijl voor bovenaan, is duidelijk vleugelachtig, zoals bij de Tetanurae gebruikelijk. Het oppervlak van de trog die de onderste gewrichtsknobbels achteraan scheidt heeft een lage lengterichel. Een echte groeve vooraan voor de pees van de strekkende spier ontbreekt; in plaats daarvan is er een lichte uitholling. Het bovenste oppervlak van het scheenbeen is aan de binnenkant wat hoger; achteraan loopt een diepe groeve langs de schacht naar beneden wat het vlak hartvormig maakt. Het kuitbeen is bovenaan verbreed met een licht hol vlak aan de binnenzijde. Van de voet zijn maar twee elementen bekend. Het vijfde middenvoetsbeen is achtenvijftig millimeter lang en eindigt onderaan in een punt met een driehoekige dwarsdoorsnede; het draagt geen teen. Het is niet naar voren gebogen en het contact vlak met het vierde middenvoetsbeen is sterk verruwd. Het eerste kootje van de derde teen is vijfenzestig millimeter lang. Het bovenste uiteinde is vijfendertig millimeter breed, het onderst eenendertig. Beide gewrichtsvlakken zijn symmetrisch. De kapselgroeven onderaan de zijkanten zijn even groot. Aan de onderste bovenkant is er een uitholling voor de strekkende pees.

## Fylogenie
Allain plaatste P? valesdunensis, respectievelijk Dubreuillosaurus, in 2002 en 2005 in de Megalosauridae. Carrano verfijnde dat in 2012 verder tot de Afrovenatorinae waarbinnen het de zustersoort zou zin van Magnosaurus.
Het volgende kladogram geeft de plaats van Dubreuillosaurus in de evolutionaire stamboom volgens een analyse van Carrano uit 2012.
|  | Eustreptospondylus |
|  |                    |

|  | Duriavenator                                                 |
|  |                                                              |
|  | \| \| Megalosaurus \| \| \| \| \| \| Torvosaurus \| \| \| \| |
|  |                                                              |
|  | Megalosaurus                                                 |
|  |                                                              |
|  | Torvosaurus                                                  |
|  |                                                              |

|  | Megalosaurus |
|  |              |
|  | Torvosaurus  |
|  |              |

|  | Dubreuillosaurus |
|  |                  |
|  | Magnosaurus      |
|  |                  |

|  | Leshansaurus   |
|  |                |
|  | Piveteausaurus |
|  |                |

|  | Dubreuillosaurus |
|  |                  |
|  | Magnosaurus      |
|  |                  |

|  | Leshansaurus   |
|  |                |
|  | Piveteausaurus |
|  |                |

|  | Duriavenator                                                 |
|  |                                                              |
|  | \| \| Megalosaurus \| \| \| \| \| \| Torvosaurus \| \| \| \| |
|  |                                                              |
|  | Megalosaurus                                                 |
|  |                                                              |
|  | Torvosaurus                                                  |
|  |                                                              |

|  | Megalosaurus |
|  |              |
|  | Torvosaurus  |
|  |              |

|  | Dubreuillosaurus |
|  |                  |
|  | Magnosaurus      |
|  |                  |

|  | Leshansaurus   |
|  |                |
|  | Piveteausaurus |
|  |                |

|  | Dubreuillosaurus |
|  |                  |
|  | Magnosaurus      |
|  |                  |

|  | Leshansaurus   |
|  |                |
|  | Piveteausaurus |
|  |                |

|  | Eustreptospondylus |
|  |                    |

|  | Duriavenator                                                 |
|  |                                                              |
|  | \| \| Megalosaurus \| \| \| \| \| \| Torvosaurus \| \| \| \| |
|  |                                                              |
|  | Megalosaurus                                                 |
|  |                                                              |
|  | Torvosaurus                                                  |
|  |                                                              |

|  | Megalosaurus |
|  |              |
|  | Torvosaurus  |
|  |              |

|  | Dubreuillosaurus |
|  |                  |
|  | Magnosaurus      |
|  |                  |

|  | Leshansaurus   |
|  |                |
|  | Piveteausaurus |
|  |                |

|  | Dubreuillosaurus |
|  |                  |
|  | Magnosaurus      |
|  |                  |

|  | Leshansaurus   |
|  |                |
|  | Piveteausaurus |
|  |                |

|  | Duriavenator                                                 |
|  |                                                              |
|  | \| \| Megalosaurus \| \| \| \| \| \| Torvosaurus \| \| \| \| |
|  |                                                              |
|  | Megalosaurus                                                 |
|  |                                                              |
|  | Torvosaurus                                                  |
|  |                                                              |

|  | Megalosaurus |
|  |              |
|  | Torvosaurus  |
|  |              |

|  | Dubreuillosaurus |
|  |                  |
|  | Magnosaurus      |
|  |                  |

|  | Leshansaurus   |
|  |                |
|  | Piveteausaurus |
|  |                |

|  | Dubreuillosaurus |
|  |                  |
|  | Magnosaurus      |
|  |                  |

|  | Leshansaurus   |
|  |                |
|  | Piveteausaurus |
|  |                |

|  | Eustreptospondylus |
|  |                    |

|  | Duriavenator                                                 |
|  |                                                              |
|  | \| \| Megalosaurus \| \| \| \| \| \| Torvosaurus \| \| \| \| |
|  |                                                              |
|  | Megalosaurus                                                 |
|  |                                                              |
|  | Torvosaurus                                                  |
|  |                                                              |

|  | Megalosaurus |
|  |              |
|  | Torvosaurus  |
|  |              |

|  | Dubreuillosaurus |
|  |                  |
|  | Magnosaurus      |
|  |                  |

|  | Leshansaurus   |
|  |                |
|  | Piveteausaurus |
|  |                |

|  | Dubreuillosaurus |
|  |                  |
|  | Magnosaurus      |
|  |                  |

|  | Leshansaurus   |
|  |                |
|  | Piveteausaurus |
|  |                |

|  | Duriavenator                                                 |
|  |                                                              |
|  | \| \| Megalosaurus \| \| \| \| \| \| Torvosaurus \| \| \| \| |
|  |                                                              |
|  | Megalosaurus                                                 |
|  |                                                              |
|  | Torvosaurus                                                  |
|  |                                                              |

|  | Megalosaurus |
|  |              |
|  | Torvosaurus  |
|  |              |

|  | Dubreuillosaurus |
|  |                  |
|  | Magnosaurus      |
|  |                  |

|  | Leshansaurus   |
|  |                |
|  | Piveteausaurus |
|  |                |

|  | Dubreuillosaurus |
|  |                  |
|  | Magnosaurus      |
|  |                  |

|  | Leshansaurus   |
|  |                |
|  | Piveteausaurus |
|  |                |

|  | Eustreptospondylus |
|  |                    |

|  | Duriavenator                                                 |
|  |                                                              |
|  | \| \| Megalosaurus \| \| \| \| \| \| Torvosaurus \| \| \| \| |
|  |                                                              |
|  | Megalosaurus                                                 |
|  |                                                              |
|  | Torvosaurus                                                  |
|  |                                                              |

|  | Megalosaurus |
|  |              |
|  | Torvosaurus  |
|  |              |

|  | Dubreuillosaurus |
|  |                  |
|  | Magnosaurus      |
|  |                  |

|  | Leshansaurus   |
|  |                |
|  | Piveteausaurus |
|  |                |

|  | Dubreuillosaurus |
|  |                  |
|  | Magnosaurus      |
|  |                  |

|  | Leshansaurus   |
|  |                |
|  | Piveteausaurus |
|  |                |

|  | Duriavenator                                                 |
|  |                                                              |
|  | \| \| Megalosaurus \| \| \| \| \| \| Torvosaurus \| \| \| \| |
|  |                                                              |
|  | Megalosaurus                                                 |
|  |                                                              |
|  | Torvosaurus                                                  |
|  |                                                              |

|  | Megalosaurus |
|  |              |
|  | Torvosaurus  |
|  |              |

|  | Dubreuillosaurus |
|  |                  |
|  | Magnosaurus      |
|  |                  |

|  | Leshansaurus   |
|  |                |
|  | Piveteausaurus |
|  |                |

|  | Dubreuillosaurus |
|  |                  |
|  | Magnosaurus      |
|  |                  |

|  | Leshansaurus   |
|  |                |
|  | Piveteausaurus |
|  |                |

|  | Eustreptospondylus |
|  |                    |

|  | Duriavenator                                                 |
|  |                                                              |
|  | \| \| Megalosaurus \| \| \| \| \| \| Torvosaurus \| \| \| \| |
|  |                                                              |
|  | Megalosaurus                                                 |
|  |                                                              |
|  | Torvosaurus                                                  |
|  |                                                              |

|  | Megalosaurus |
|  |              |
|  | Torvosaurus  |
|  |              |

|  | Dubreuillosaurus |
|  |                  |
|  | Magnosaurus      |
|  |                  |

|  | Leshansaurus   |
|  |                |
|  | Piveteausaurus |
|  |                |

|  | Dubreuillosaurus |
|  |                  |
|  | Magnosaurus      |
|  |                  |

|  | Leshansaurus   |
|  |                |
|  | Piveteausaurus |
|  |                |

|  | Duriavenator                                                 |
|  |                                                              |
|  | \| \| Megalosaurus \| \| \| \| \| \| Torvosaurus \| \| \| \| |
|  |                                                              |
|  | Megalosaurus                                                 |
|  |                                                              |
|  | Torvosaurus                                                  |
|  |                                                              |

|  | Megalosaurus |
|  |              |
|  | Torvosaurus  |
|  |              |

|  | Dubreuillosaurus |
|  |                  |
|  | Magnosaurus      |
|  |                  |

|  | Leshansaurus   |
|  |                |
|  | Piveteausaurus |
|  |                |

|  | Dubreuillosaurus |
|  |                  |
|  | Magnosaurus      |
|  |                  |

|  | Leshansaurus   |
|  |                |
|  | Piveteausaurus |
|  |                |

|  | Eustreptospondylus |
|  |                    |

|  | Duriavenator                                                 |
|  |                                                              |
|  | \| \| Megalosaurus \| \| \| \| \| \| Torvosaurus \| \| \| \| |
|  |                                                              |
|  | Megalosaurus                                                 |
|  |                                                              |
|  | Torvosaurus                                                  |
|  |                                                              |

|  | Megalosaurus |
|  |              |
|  | Torvosaurus  |
|  |              |

|  | Dubreuillosaurus |
|  |                  |
|  | Magnosaurus      |
|  |                  |

|  | Leshansaurus   |
|  |                |
|  | Piveteausaurus |
|  |                |

|  | Dubreuillosaurus |
|  |                  |
|  | Magnosaurus      |
|  |                  |

|  | Leshansaurus   |
|  |                |
|  | Piveteausaurus |
|  |                |

|  | Duriavenator                                                 |
|  |                                                              |
|  | \| \| Megalosaurus \| \| \| \| \| \| Torvosaurus \| \| \| \| |
|  |                                                              |
|  | Megalosaurus                                                 |
|  |                                                              |
|  | Torvosaurus                                                  |
|  |                                                              |

|  | Megalosaurus |
|  |              |
|  | Torvosaurus  |
|  |              |

|  | Dubreuillosaurus |
|  |                  |
|  | Magnosaurus      |
|  |                  |

|  | Leshansaurus   |
|  |                |
|  | Piveteausaurus |
|  |                |

|  | Dubreuillosaurus |
|  |                  |
|  | Magnosaurus      |
|  |                  |

|  | Leshansaurus   |
|  |                |
|  | Piveteausaurus |
|  |                |

|  | Eustreptospondylus |
|  |                    |

|  | Duriavenator                                                 |
|  |                                                              |
|  | \| \| Megalosaurus \| \| \| \| \| \| Torvosaurus \| \| \| \| |
|  |                                                              |
|  | Megalosaurus                                                 |
|  |                                                              |
|  | Torvosaurus                                                  |
|  |                                                              |

|  | Megalosaurus |
|  |              |
|  | Torvosaurus  |
|  |              |

|  | Dubreuillosaurus |
|  |                  |
|  | Magnosaurus      |
|  |                  |

|  | Leshansaurus   |
|  |                |
|  | Piveteausaurus |
|  |                |

|  | Dubreuillosaurus |
|  |                  |
|  | Magnosaurus      |
|  |                  |

|  | Leshansaurus   |
|  |                |
|  | Piveteausaurus |
|  |                |

|  | Duriavenator                                                 |
|  |                                                              |
|  | \| \| Megalosaurus \| \| \| \| \| \| Torvosaurus \| \| \| \| |
|  |                                                              |
|  | Megalosaurus                                                 |
|  |                                                              |
|  | Torvosaurus                                                  |
|  |                                                              |

|  | Megalosaurus |
|  |              |
|  | Torvosaurus  |
|  |              |

|  | Dubreuillosaurus |
|  |                  |
|  | Magnosaurus      |
|  |                  |

|  | Leshansaurus   |
|  |                |
|  | Piveteausaurus |
|  |                |

|  | Dubreuillosaurus |
|  |                  |
|  | Magnosaurus      |
|  |                  |

|  | Leshansaurus   |
|  |                |
|  | Piveteausaurus |
|  |                |

|  | Eustreptospondylus |
|  |                    |

|  | Duriavenator                                                 |
|  |                                                              |
|  | \| \| Megalosaurus \| \| \| \| \| \| Torvosaurus \| \| \| \| |
|  |                                                              |
|  | Megalosaurus                                                 |
|  |                                                              |
|  | Torvosaurus                                                  |
|  |                                                              |

|  | Megalosaurus |
|  |              |
|  | Torvosaurus  |
|  |              |

|  | Dubreuillosaurus |
|  |                  |
|  | Magnosaurus      |
|  |                  |

|  | Leshansaurus   |
|  |                |
|  | Piveteausaurus |
|  |                |

|  | Dubreuillosaurus |
|  |                  |
|  | Magnosaurus      |
|  |                  |

|  | Leshansaurus   |
|  |                |
|  | Piveteausaurus |
|  |                |

|  | Duriavenator                                                 |
|  |                                                              |
|  | \| \| Megalosaurus \| \| \| \| \| \| Torvosaurus \| \| \| \| |
|  |                                                              |
|  | Megalosaurus                                                 |
|  |                                                              |
|  | Torvosaurus                                                  |
|  |                                                              |

|  | Megalosaurus |
|  |              |
|  | Torvosaurus  |
|  |              |

|  | Dubreuillosaurus |
|  |                  |
|  | Magnosaurus      |
|  |                  |

|  | Leshansaurus   |
|  |                |
|  | Piveteausaurus |
|  |                |

|  | Dubreuillosaurus |
|  |                  |
|  | Magnosaurus      |
|  |                  |

|  | Leshansaurus   |
|  |                |
|  | Piveteausaurus |
|  |                |

## Levenswijze
Allain suggereerde in 2002 dat P? valesdunensis in mangrovebossen op jacht ging naar vissen maar dat was beïnvloed door het feit in dat bij het skelet van Poekilopleuron vissen in de buikholte waren aangetroffen. Voor de mangrovebossen zelf zijn overigens directe aanwijzingen gevonden in de vorm van hun versteende wortels in de bovenste lagen van de Pierre de Caen-groeve. Er zijn voor Dubreuillosaurus in feite geen concrete aanwijzingen dat hij een viseter was of een dwergvorm buiten het gegeven dat hij op de oostkust van een vrij groot eiland woonde, het Armoricaans Massief, alwaar zich indertijd lagunen bevonden. Als de volwassen vorm een grootte bereikte van boven de zes meter, betrof het vrijwel zeker een jager op grote landdieren.